# Balie Swart
Izak Stephanus de Villiers Swart, detto Balie (Malmesbury, 18 maggio 1964), è un ex rugbista a 15, allenatore di rugby a 15 e dirigente sportivo sudafricano, già pilone dei Golden Lions, campione del mondo 1995 con gli Springbok e attualmente membro della commissione arbitrale della provincia rugbistica del Gauteng.

## Biografia
Cresciuto nella provincia rugbistica del Transvaal, Swart trascorse una stagione in Galles all'Ebbw Vale prima di tornare nella sua squadra d'origine e con essa vincere la Currie Cup del 1993.
Il 1993 fu anche il suo anno di debutto internazionale, a Sydney contro l'Australia; prese parte alla Coppa del Mondo di rugby 1995, vinta dal Sudafrica, scendendo in campo da titolare in 4 incontri, e disputò l'ultimo dei suoi 16 incontri internazionali nel corso del Tri Nations 1996, di nuovo contro l'Australia.
Dopo il ritiro, divenuto allenatore, guidò la mischia dei Natal Sharks e, successivamente, degli Springbok che vinsero la Coppa del Mondo di rugby 2007; tornato nello staff tecnico dei Golden Lions, è dal 2009 consulente tecnico del settore arbitrale della provincia rugbistica del Gauteng, da cui i Lions dipendono.

## Palmarès
- Coppe del mondo: 1
Sudafrica: 1995
- Currie Cup: 1
Transvaal: 1993